# Jules Prior
Pour les articles homonymes, voir Prior.
Jules Prior (né Victor Julle Priore à Beaumont-le-Roger le 25 novembre 1821 et mort à Bolbec le 21 avril 1903, est un ouvrier tonnelier et poète français. 
Il fut l’un de ceux qui, à la fois ouvrier ou artisan et poète ou romancier ou auteur dramatique donnèrent aussi aux planches, à la poésie ou au roman, toute sa grandeur. Il reçoit le prix Monbinne de l’Académie française en 1897 et est nommé officier d'Académie en 1899.

## Biographie
Fils d’un pauvre jardinier normand, il n’avait pas encore été à l’école à l’âge de sept ans. Son premier instituteur fut un brigadier de gendarmerie qui l’avait pris en affection, et lui donna quelques notions de littérature et de musique. 
Malheureusement, il doit s’éloigner bientôt, et se voit réduit à garder les vaches dans les prés, comme Prud’hon. Pour ne pas oublier l’écriture, il s’exerce à griffonner sur le dos et sur le flanc d’une vache blanche, sa favorite, avec le suc des iris, en été, et, en automne avec le jus des murelles. Quand elle est couverte de toute sorte, il l’essuie avec une poignée d’herbe trempée dans le ruisseau. 
Mis en apprentissage chez un tourneur, il se forme peu à peu par des lectures privées, et grâce à des conseils d’un ancien capitaine de Génie, Th. Doucet, arrive promptement à écrire purement. Malgré de hautes approbations, il reste tonnelier dans sa ville natale, chantée par lui dans son poème : Une nuit au milieu des Ruines (in Les veillées d’un artisan), recueil de poésies avec une notice par Th. Doucet, paru en 1866.
Après la terrible défaite des armées de l’Empire en 1870, il est de ceux qui, vaillamment, au nom de l’amour de la Mère-Patrie et de l’honneur résistent aux terribles armées ennemies qui envahissent le territoire français en défendant courageusement son village de l’entrée des Prussiens. Il est alors fait prisonnier.
Quand, quelque temps après, les communards, allument, nombre d’incendies dans Paris, il est parmi les premiers à se porter volontaires pour lutter contre les incendies. Quand la France est rétablie, il est récompensé par un diplôme. 
Léon Tissandier qui honora, de sa préface ses Nouvelles poésies d’un artisan, sut trouver les mots exacts pour dire combien était noble cet humble poète. Les habitants de Beaumont-le-Roger donnèrent son nom à l’une de leurs rues. Il repose dans le cimetière de Beaumont-le-Roger et sur sa tombe, gravés dans la pierre, on peut lire quelques-uns de ses vers.
Le 13 décembre 1903, une plaque commémorative est apposée sur sa maison natale.

## Distinctions
- Officier d'académie.

## Œuvres
- À mes bienveillants protecteurs, V. Daufresne en 1872
- À la mémoire de Mr Théophile Doucet, mon maître et mon meilleur ami, Impr. de E. Amelot, 1890
- Un prisonnier de Metz, drame en 3 actes, E. Amelot, 1887
- À Madame H. Lesguillon, au sujet de son volume de poésie consacré à la mémoire de son époux et de son fils intitulé : Mes adieux , V. Daufresne, 1876
- Les Veilles d'un artisan. Une nuit au milieu des ruines, E. Dentu, 1865, suivi de : Notes sur Beaumont, par Cauchin de La Tour, recueillies par MM. Larcher et Sébastien Leconte ; d'une Notice historique sur Beaumont (Extrait de Malte-Brun ; de Mélanges de Jules Prior : Allocution funèbre à la tombe de mon ami Ch.-Ad. Martin, Épitaphes, Acrostiches, Impromptu
- Nouvelles poésies d’un artisan, précédées d'une préface de Léon Tissandier, Amelot, 1896